# Johann Kaspar Bosselmann
Johann Kaspar Bosselmann (* 3. April 1690 in Elberfeld; † April 1749 in Ronsdorf, beide heute Stadtteile von Wuppertal) war Bürgermeister von Elberfeld.

## Leben
Bosselmann wurde als Sohn des ursprünglich aus Barmen stammenden Garnhändlers Erwin Bosselmann und dessen dritter Ehefrau Maria Magdalena Peill (1650–1733) geboren. Eine seiner Halbschwestern, Maria Siebel, heiratete den Bürgermeister des Jahres 1692 Johannes Teschemacher (1660–1718). Bosselmann selbst heiratete einmal. Am 15. Februar 1720 nahm er in Elberfeld die Anna Gertrud Lucas (1695–1763) zur Frau. Aus der Ehe gingen keine Kinder hervor.
Bosselmann wurde bereits in den Jahren 1735 und 1737 zum Bürgermeister vorgeschlagen, konnte sich aber erst beim dritten Versuch 1738 gegen die jeweils drei Mitbewerber durchsetzen. Er wurde im Jahr darauf Stadtrichter und zog später mit seiner Ehefrau nach Ronsdorf, wo er Richter und Schöffe des Stadtgerichts wurde. Nach seinem Tod im April 1749, die Beerdigung fand am 8. April statt, heiratete seine Witwe noch im gleichen Jahr den Stadtgründer Ronsdorfs, Elias Eller, der dort eine radikal-pietistische Sekte der Zioniten gründete, allerdings bereits im Mai 1750 starb.